# Rosée
Pour les articles homonymes, voir Rosée (homonymie).
Pour les articles ayant des titres homophones, voir Rosé et Rozé.
 (juillet 2025).
 (juillet 2025).
La mise en forme du texte ne suit pas les recommandations de Wikipédia : il faut le « wikifier ».
Les points d'amélioration suivants sont les cas les plus fréquents. Le détail des points à revoir est peut-être précisé sur la page de discussion.
- Les titres sont pré-formatés par le logiciel. Ils ne sont ni en capitales, ni en gras.
- Le texte ne doit pas être écrit en capitales (les noms de famille non plus), ni en gras, ni en italique, ni en « petit »…
- Le gras n'est utilisé que pour surligner le titre de l'article dans l'introduction, une seule fois.
- L'italique est rarement utilisé : mots en langue étrangère, titres d'œuvres, noms de bateaux, etc.
- Les citations ne sont pas en italique mais en corps de texte normal. Elles sont entourées par des guillemets français : « et ».
- Les listes à puces sont à éviter, des paragraphes rédigés étant largement préférés. Les tableaux sont à réserver à la présentation de données structurées (résultats, etc.).
- Les appels de note de bas de page (petits chiffres en exposant, introduits par l'outil «  Source ») sont à placer entre la fin de phrase et le point final[comme ça].
- Les liens internes (vers d'autres articles de Wikipédia) sont à choisir avec parcimonie. Créez des liens vers des articles approfondissant le sujet. Les termes génériques sans rapport avec le sujet sont à éviter, ainsi que les répétitions de liens vers un même terme.
- Les liens externes sont à placer uniquement dans une section « Liens externes », à la fin de l'article. Ces liens sont à choisir avec parcimonie suivant les règles définies. Si un lien sert de source à l'article, son insertion dans le texte est à faire par les notes de bas de page.
- La présentation des références doit suivre les conventions bibliographiques. Il est recommandé d'utiliser les modèles {{Ouvrage}}, {{Chapitre}}, {{Article}}, {{Lien web}} et/ou {{Bibliographie}}. Le mode d'édition visuel peut mettre en forme automatiquement les références.
- Insérer une infobox (cadre d'informations à droite) n'est pas obligatoire pour parachever la mise en page.

Pour une aide détaillée, merci de consulter Aide:Wikification.
Si vous pensez que ces points ont été résolus, vous pouvez retirer ce bandeau et améliorer la mise en forme d'un autre article.
La rosée est un type de déposition résultant de la liquéfaction (condensation) de la vapeur d'eau contenue dans l'air. Elle apparaît sous forme de gouttelettes qui se forment généralement le soir (et parfois le matin) sur les végétaux et autres corps exposés à l'air libre, quand leur température baisse jusqu'au point de rosée de l'air ambiant, ce qui provoque la liquéfaction de la vapeur d'eau en sursaturation dans la couche d'air. De façon plus générale ce phénomène peut également se produire n'importe quand, lorsqu'un corps froid est placé dans un air ambiant contenant de la vapeur d'eau, par exemple lorsqu'une bouteille est sortie d'un réfrigérateur.
La rosée sur les végétaux ne doit pas être confondue avec le phénomène biologique de guttation, dans lequel les végétaux eux-mêmes produisent le liquide qui se retrouve ensuite sous forme de gouttelettes.
Si la température du support est en dessous du point de givrage, la vapeur d'eau se dépose directement sous forme de cristaux de glace, ce qui produit alors de la gelée blanche ; ceci ne doit pas être confondu avec la « rosée blanche », rosée qui a gelé après s'être déposée à l'état liquide, ni avec le givre qui se forme à partir de gouttelettes en surfusion et non à partir de vapeur d'eau.

## Histoire
Selon le Dictionnaire universel de Furetière, de 1690, la rosée est une « petite pluye & menuë qui tombe le matin sur la terre, causée par la froideur & l'humidité de la nuit. La rosée de May blanchit bien la toile & la cire. La rosée d'Automne se convertit en gelée blanche. La rosée brusle les souliers, quand on marche le matin dans les prez.
De la rosée putrefiée au Soleil il se forme plusieurs insectes, qui se changent d'une espece en une autre, & elle se reduit en un sel blanc & menu, qui a des angles pareils en nombre & en figure à ceux du salpestre, après avoir été évaporée à siccité, broyée, calcinée & filtrée plusieurs fois ».
Une définition plus fidèle à la réalité est donnée par le Dictionnaire de l'Académie française dans sa neuvième édition : « Vapeur d'eau contenue dans l'air qui, par temps clair, se condense en fines gouttelettes au contact d'un sol, d'un végétal, d'un objet froids. Rosée du matin, rosée matinale. La rosée du soir. »

## Conditions
Les conditions idéales pour l'apparition de la rosée sont :
- nuit claire (car la couverture nuageuse freine le refroidissement du sol par radiation)[3] ;
- absence de vent (ou vent de moins de 5 km/h) ;
- air humide près du sol, et faible degré d'humidité de la couche d'air supérieure[3].

L'absence de nuage et de vent permet un fort rayonnement et un refroidissement important jusqu'au point où la vapeur d'eau contenue dans l'air se condense. Ce point est dit « point de rosée ». Les gouttelettes de rosée se forment alors sur toutes les surfaces froides bien isolées de l'apport de chaleur du sol, sur laquelle la vapeur peut se condenser.
La rosée peut ne pas se former localement, en particulier dans les « îlots de chaleur urbains », quand le refroidissement et/ou l'humidité y sont moindres, et alors insuffisants. À l'inverse, près d'une source d'humidité, comme un lac, la rosée sera plus abondante. Également, plus la nuit sera longue plus le refroidissement sera prononcé et c'est pourquoi la rosée est plus commune à la fin de l'été et à l'automne alors que l'humidité est encore importante.

## Écologie des communautés de la rosée

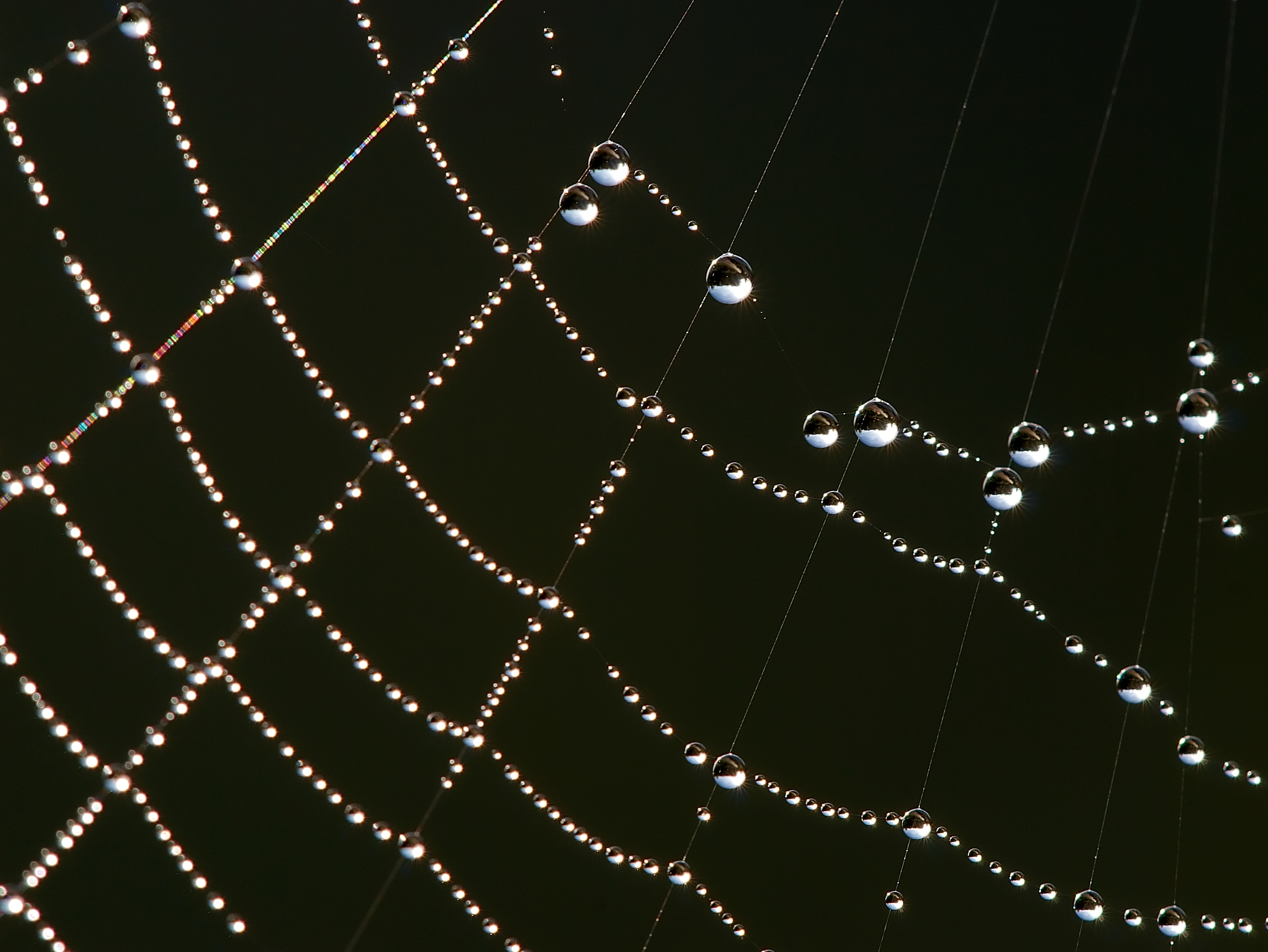
Gouttes de rosée sur une toile d'araignée.

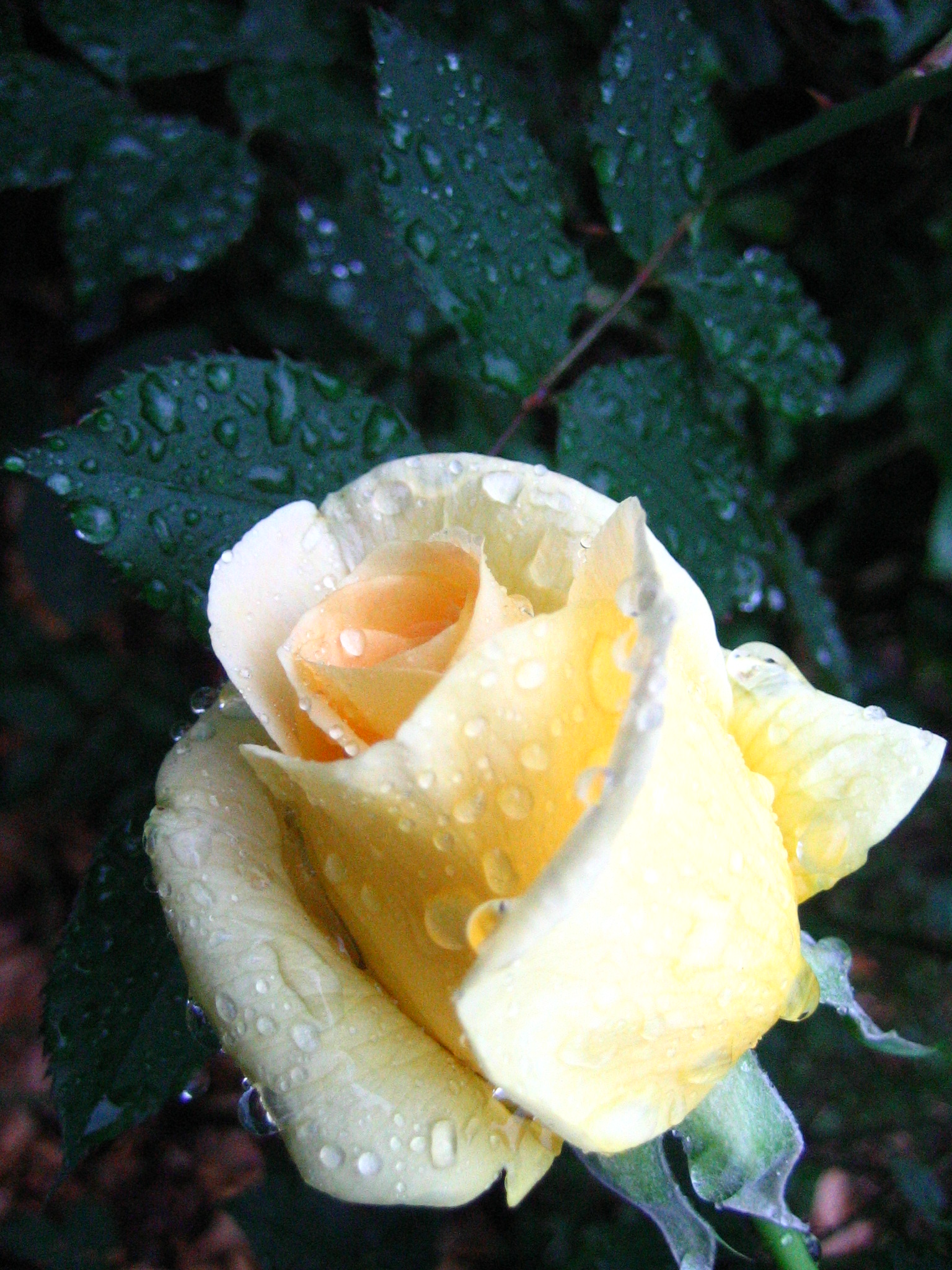
Gouttes de rosée sur une rose.

De nombreux organismes, végétaux, insectes et animaux « boivent » la rosée pour vivre ou parfois survivre, en particulier dans les régions arides et semi-arides, où elle est parfois l'unique source d'eau durant des mois voire des années.
Dans certains déserts chauds ou froids, le jour l'air est très sec, notamment parce qu'il n'y a pas ou très peu de végétaux qui évapotranspirent. Par contre, la nuit, le ciel y est rarement nuageux, ce qui permet, après que le sol ait rayonné sa chaleur vers le ciel en début de nuit, un refroidissement qui, avant l'aube, engendre le dépôt d'une rosée nocturne parfois très abondante, et souvent fréquente (ex. : 198 nuits par an dans le Néguev), ce qui permet par exemple la survie de biofilms de cyanophycées (Nostocs) et de diverses espèces de lichens,,.
On a montré que dans le désert du Namib, la rosée — à elle seule — a entraîné l'activation photosynthétique fournissant 58 à 63 % du gain total de carbone dans trois lichens épiphytes,. Le phénomène disparait en altitude où l'air froid de la nuit est trop sec pour que la rosée puisse advenir, mais là c'est le givre qui parfois joue ce rôle.
Sur les zones littorale arides du nord du Chili, il ne pleut presque jamais, mais la condensation de l'humidité de l'air marin y est si intense, que des « oasis de brouillard » y existent. Là, des communautés de lichens relativement hydrophytes sont retrouvées, jusque sur les épines des cactus (où l'effet de pointe permet à l'épine de capter la rosée, qui ruisselle vers le cactus),.
Les épisodes de rosée peuvent être rares et/ou saisonniers dans certains habitats arides, mais le refroidissement nocturne peut tout de même augmenter considérablement l’humidité et ainsi activer la photosynthèse des lichens. On a mesuré jusqu'à 56,7 °C le jour dans la vallée de la Mort du désert des Mojaves aux États-Unis et au sol jusqu'à 78,2 °C en mars 2017 dans le Dacht-e Lout, réputé le lieu aride le plus chaud du monde. Pourtant, là où la température du jour ne permet la survie d'aucune plante capable de capter la rosée pour la mettre à la disposition d'insectes par exemple, on trouve néanmoins des animaux (ex. : scarabée Stenocara, qui a acquis au cours de l'évolution la capacité de capter l’eau de l’air en la condensant pour la boire).
De nombreux insectes tels que les abeilles et fourmis s'abreuvent de la rosée qui parfois (libellules) se condense sur leur corps la nuit.
C'est l'une des raisons qui fait recommander d'utiliser les insecticides pulvérisés en fin de journée plutôt qu'en matinée (l'autre raison est qu'ils risquent moins d'être dégradés par les UV du soleil et de s'évaporer au moment de la pulvérisation).
Les feuilles des plantes carnivores du genre Drosera sécrètent des gouttes transparentes évoquant la rosée (deux de ses anciens noms communs étaient « Rosée-du-soleil » et « Herbe-à-la-rosée »), mais il s'agit en fait de pièges collants pour les insectes, et ces gouttes sont aussi des sucs digestifs.
La rosée fournit aussi un « apport hydrique 'occulte' », parfois majeur et vital, à de nombreux végétaux. En pays chauds, mais aussi dans certaines zones de tundra et taïga, la rosée peut suffire aux plantes pour passer le cap difficile des mois d’été secs.
L'absorption se fait parfois par les feuilles, d'autres organes aériens dont les racines aériennes, ou par les racines de surface à partir de la terre qui a capté la rosée, et/ou à partir de la rosée qui a ruisselé le long d'une tige ou d'un tronc. L'absorption est augmentée par des ondes sonores(lien plus valide et affirmation sujette à caution). La rosée peut même apporter des éléments nutritifs dissous.
Plus une région est aride, plus globalement les arbres et plantes sont dispersées ; toutes choses égales par ailleurs, le refroidissement nocturne est bien plus marqué dans les espaces ouverts que sous un couvert forestier. Avant l'aube, la formation de rosée dans ces milieux peut être intense, surtout s'il n'y avait pas de couverture nuageuse dans la nuit. En bordure de mer, quand le vent nocturne ou matinal est assez fort, il empêche la formation ou le maintien de la rosée (car il est source de « réchauffement turbulent », et le vent nuit à l'« effet de pointe » qui permet à la rosée de se condenser à la pointes de feuilles ou de poils disposés sur les végétaux. Mais en bord de mer, un léger vent favorise cependant la rosée, en permettant à l’eau de condensation de se reconstituer à partir de l’air humide venu de la mer. Ces éléments, pris ensemble, expliquent que les rosées sont plus intenses dans les climats de l'intérieur des terres .
La plupart des plantes ne savent pas exploiter la rosée, car leur écorce ne l'absorbe pas, et leurs feuilles sont couvertes d'une cuticule protectrice cireuse qui ne favorise pas l'absorption de cette rosée. Par contre, les mousses, certains biofilms algobactériens, et surtout les lichens (qui ne sont pas des plantes) ont développé des adaptations leur permettant de capter et absorber la rosée, ce qui leur permet de bien se développer dans des zones éloignées des mer et des zones humides et ne bénéficiant que de quelques dizaines de millimètres de précipitations par an, même quand leur habitat est entouré de zones assez sèches (<700 mm/an) et à faible pluviométrie. S'il y a une rosée abondante et fréquente, on peut ainsi trouver ainsi très loin de la mer des lichens océaniques tels que Menegazzia terebrata, qui vit normalement sur les troncs d’arbres de forêts humides recevant ≥2 000 mm de pluie le long de la côte ouest des Etats-Unis.
Dans les plaines à l'intérieur des terres, on trouve moins de lichens et d'autres épiphytes dans les arbres, car leurs canopées limitent le refroidissement nocturne nécessaire à la condensation de l'humidité en gouttes de rosée (le point de rosée n'est pas atteint). Mais, dans certaines clairières et trouées forestières, sur les roches (non densément recouvertes par du lierre et exposés au ciel nocturne) et dans certaines vallées intérieures « ouvertes » (c'est-à-dire non boisées) se refroidissant bien la nuit, la rosée peut être très abondante malgré une faible pluviométrie et un apparent manque d'eau.
On note aussi que là où la rosée est fréquente, les lichens subissent moins de pertes d’éléments nutritifs par lessivage que leurs homologues dans les climats pluvieux, ce qui « peut contribuer à une plus grande diversité et à une plus grande abondance des membres des groupes taxonomiques généralement demandeurs de nutriments Physciaceae et Teloschistales dans les vallées sèches, par rapport aux forêts pluviales côtières et montagnardes lessivées où ces espèces sont fortement associées aux habitats eutrophes ».
De rares espèces (ex. : Ramalina thrausta, Ramalina maciformis) dans le genre Ramalina sont capables de survivre dans des milieux ou lieux sans rosée et sans pluie à condition que l'air soit assez humide pour qu'ils puissent directement y capter les molécules d'eau.
Enfin, la rosée (moins que la pluie) contribue dans une certaine mesure à supprimer la poussière des feuillages, permettant à la plante de mieux respirer.

## Utilisations humaines
L'eau atmosphérique est une eau douce très peu exploitée « équivalent à environ 10 % des lacs du monde - mais les moyens de la collecter sont inefficaces, en particulier dans les zones où l'humidité est faible ». De plus récolter de grandes quantités de rosée dans une zone déjà aride contribue à la rendre encore plus aride pour la faune, flore et fonge autochtones.
Dans certaines périodes et certains lieux, la rosée a été utilisée pour pallier simplement l'absence d'une eau de qualité satisfaisante : un débarbouillage à l'aube notamment. Des systèmes récents plus performants de condensateurs radiatifs (récupérant jusqu'à 0,7 L/m2/nuit) ou de filets récupérateur de brumes ont été développés depuis quelques décennies, notamment testés à l'ouest de l'Amérique du Sud où l'air est humide, mais les pluies très rares. Le refroidissement des condenseurs radiatifs à une température inférieure au point de rosée est obtenu par transfert thermique radiatif vers le ciel nocturne ; le rendement théorique est de l'ordre de 0,8 litre/m2 (par nuit favorable ; ciel découvert, rafraichissement et absence de vent). Les surfaces hydrophiles semblent avoir un rendement plus grand que les surfaces hydrophobes.
Là où la pluviométrie est très faible, mais où la rosée est fréquente (ex. : îles croates, Inde, Maroc, Israël), des expériences de production et récupération de rosée par des condenseurs de rosée existent, et fournissent de petites quantités d'eau potable.
Une ONG, l'organisation pour l'utilisation de la rosée (OPUR) promeut et soutient des actions scientifiques, techniques, artistiques et littéraires liées à la formation et à la récupération de la rosée atmosphérique comme source d'eau alternative. L'OPUR coordonne des projets de production d'eau alternative ou afférents, notamment pour les pays ou régions souffrant ou risquant de souffrir de pénurie d'eau pure (régions arides, îles, déserts...) ; cette ONG communique à ce sujet vers les médias ; elle a ouvert un centre documentaire et soutient toute activité scientifique et éducative liée à la rosée au sein des collèges, lycées et écoles supérieures.
En 2017, un récupérateur fabriqué à partir d'un matériau hautement nanoporeux a pu extraire l'eau de l'air uniquement à l'aide du soleil. Omar Yaghi (Université de Californie à Berkeley) et Evelyn Wang (Massachusetts Institute of Technology de Cambridge) sont parvenus à piéger de l'eau atmosphérique via un support constitué d'ions métalliques liés par des molécules organiques. Les pores de ce matériau ont une taille nanométrique leur permettant d'absorber la vapeur d'eau et des calories solaires sont ensuite utilisée pour chauffer l'appareil une fois saturé en eau, laquelle est récupérée par condenseur intégré à l'appareil. En extrapolant les performances de leur prototype ces universitaires estiment qu'un kilo de cette matière permettrait récolter 2,8 L/jour d'eau pure pour un taux d'humidité de l'air de 20 %, sous réserve que la surface de ce matériau ne se colmate pas par des microalgues, spores fongiques et microparticules aéroportées.
La rosée qui perle sur certaines feuilles (Songe) ou s'y accumule est un sujet esthétique fréquent de la photographie.
Elle est parfois supposée contenir certains sucs de la plante (« eau céleste » de l'Alchemille).

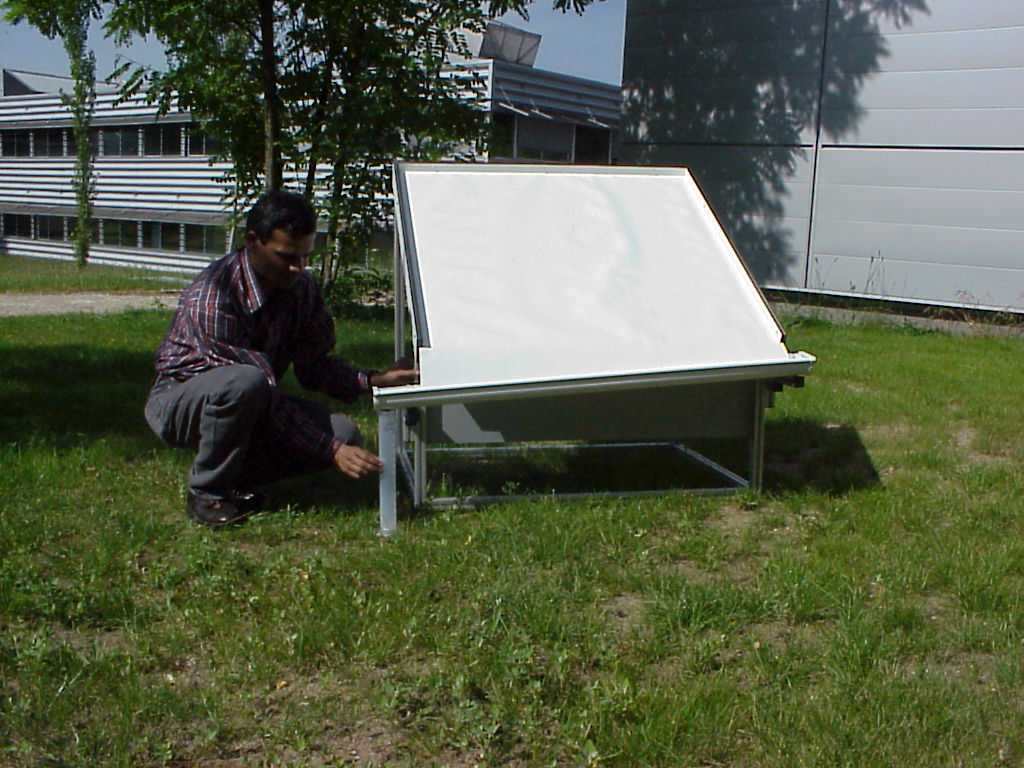
Condenseur de rosée.
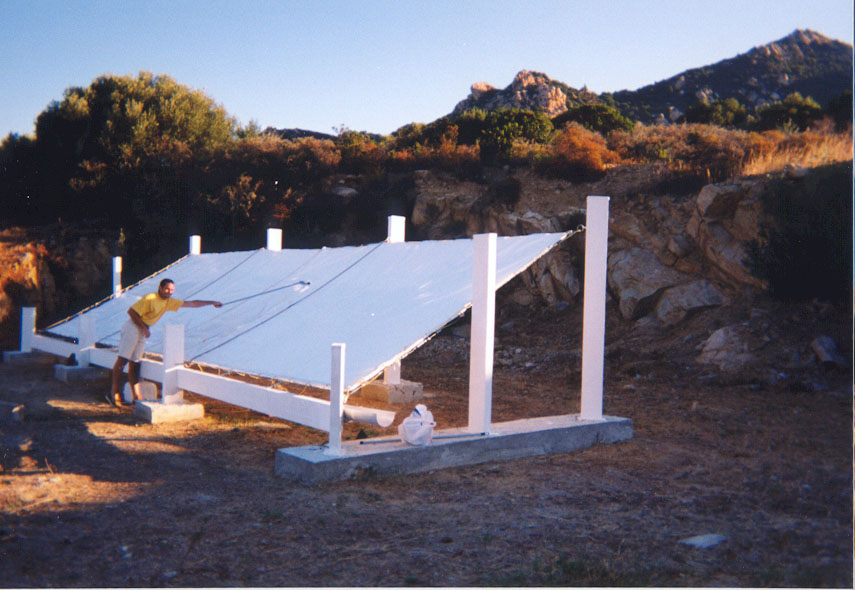
Condenseur de rosée en Corse.
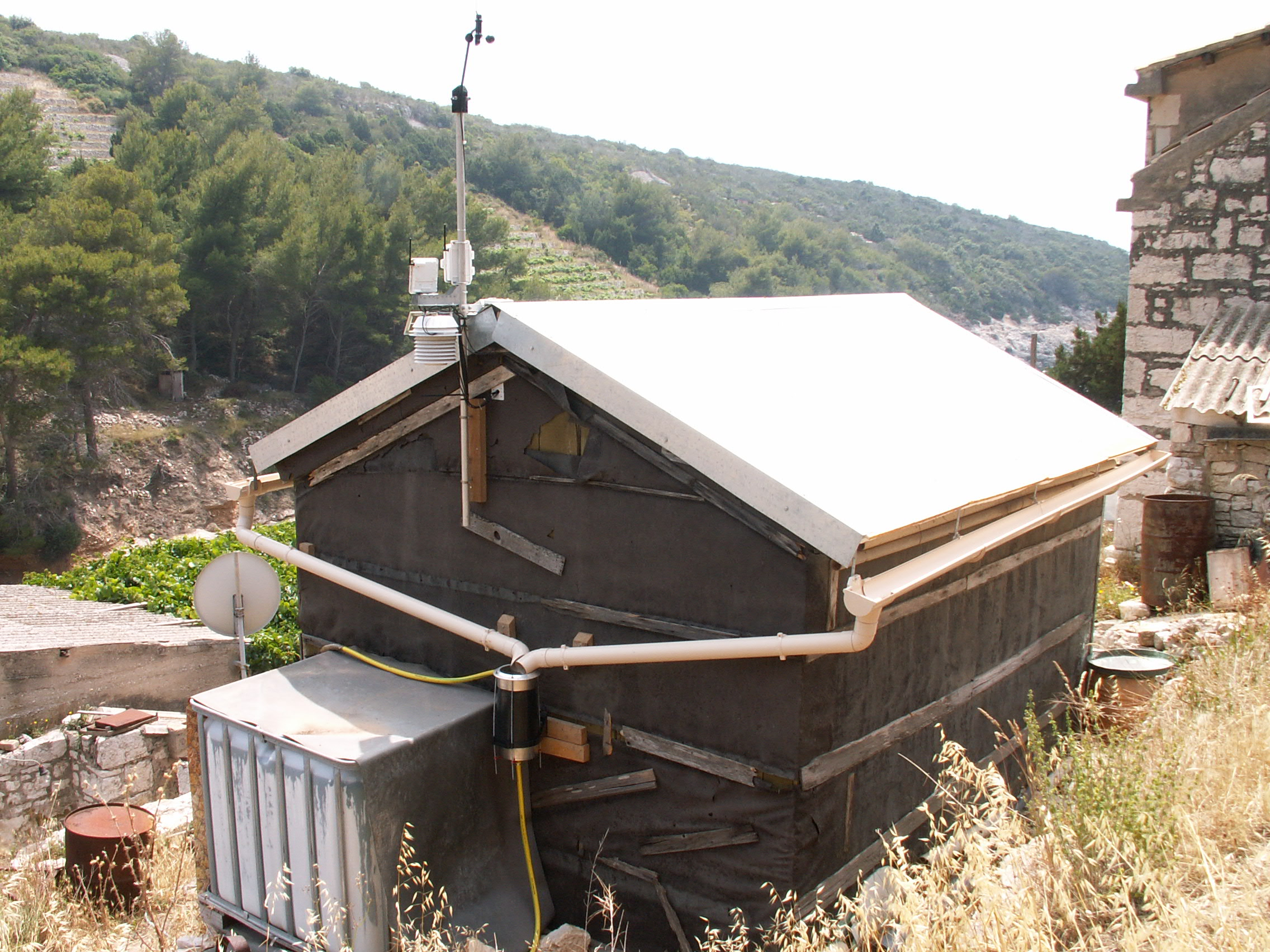
Toit recouvert d'un condenseur de rosée en Croatie.
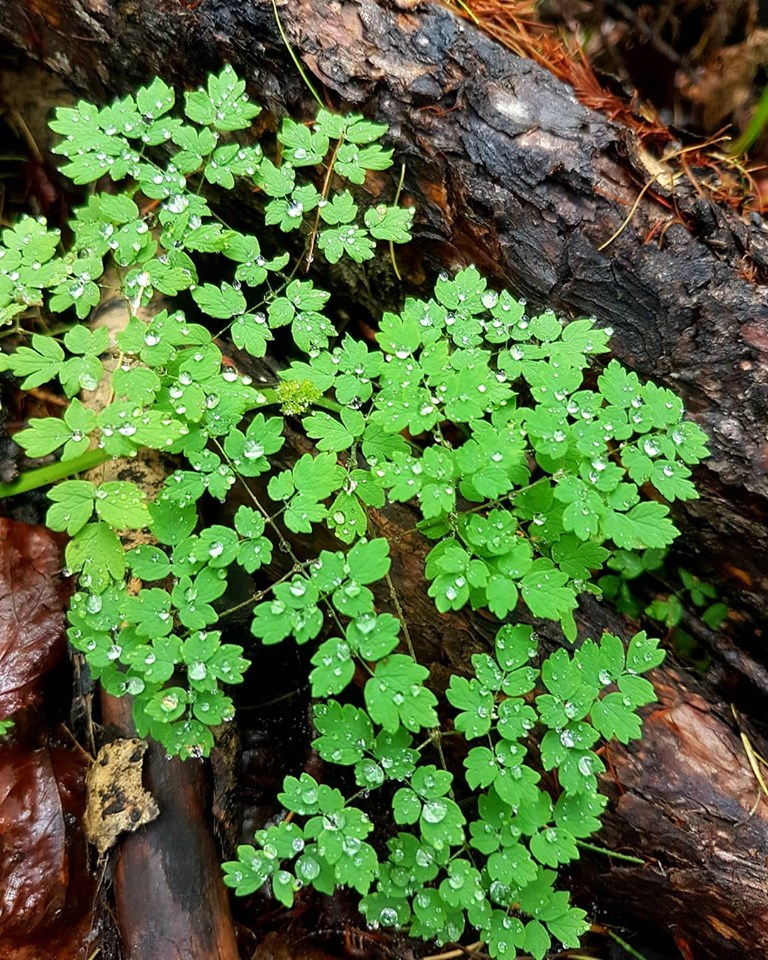
Rosée du matin en Sibérie.